# Lohne, Vechta
Lohne là một thị xã ở the huyện Vechta, trong bang Niedersachsen, nước Đức. Đô thị Lohne, Vechta có diện tích 90,78 km². Đô thị này có cự ly khoảng 8 km về phía tây nam của Vechta. Đô thị này nổi tiếng với ngành công nghiệp nhựa
Tại đây có nhà máy điện gió có 4 tua bin.

## Các khu vực dân cư
| - Bokern - Märschendorf - Kroge-Ehrendorf - Nordlohne - Südlohne - Moorkamp | - Zerhusen - Brettberg - Rießel - Hopen - Brägel - Mühlenkamp | - Hamberg - Lohnerwiesen - Brockdorf - Schellohne - Wichel | - Lerchental - Meyerfelde - Voßberg - Vulhop - Zentrum |